# Friedrich Rückert
Friedrich Rückert (født 16. maj 1788, død 31. januar 1866) var en tysk digter, oversætter og professor i orientalske sprog. Han har lagt navn til litteraturprisen Friedrich-Rückert-Preis, grundlagt 1963.
1. ↑  Navnet er anført på engelsk og stammer fra Wikidata hvor navnet endnu ikke findes på dansk.